# NKS
Az NKS, azaz a Nem Közölt Sáv a hazai underground rapközeg egyik csapata. A hiphoptrió két oszlopos MC-je Nospa a.k.a. Nos'Chez és Zenk, a.k.a. Zenki Mefisto. A csapat lemezlovasa a kezdetektől fogva DJ Hmad volt, ám az 5 csillag lemezt követően az útjaik szétváltak, és helyét DJ Nice vette át. A trió rendszeres fellépő az OSG-ken és az OMF-eken, valamint a nagyobb zenei rendezvényeken, így például a Sziget Fesztiválon is.

## Történet
A csapat 1996-ban alakult, szintén ugyanebben az évben jelent meg a Magyar Rap Válogatás 1. kazettán két számuk Funkrodeo néven, a Rivaldafényben és a Csak a három. A csapat indult a harmadik Fila Rap Jamen is, ahol a második helyezést sikerült elérniük. Az igazi sikert azonban az Idő Urai formáció hozta meg, ami az NKS és a Firma társulását jelentette. Szerepeltek az East Side Unia nevű cseh hiphop-válogatáslemezen is.
Az Idő Urai (és egyben a Firma) feloszlása után Bankos, Face, Faktor és Azur külön zenéltek, de az NKS megmaradt. Csönd volt körülöttük egészen Bankos Rapmoteljéig, ahol Zenk 4 számban, együtt Nos' Chezzel a Territóriumban vendégeskedett. Sok egyéb rapelőadó albumán is szerepeltek, de egészen 2007-ig nem volt saját albumuk.

## ***** (5 csillag) (2007)

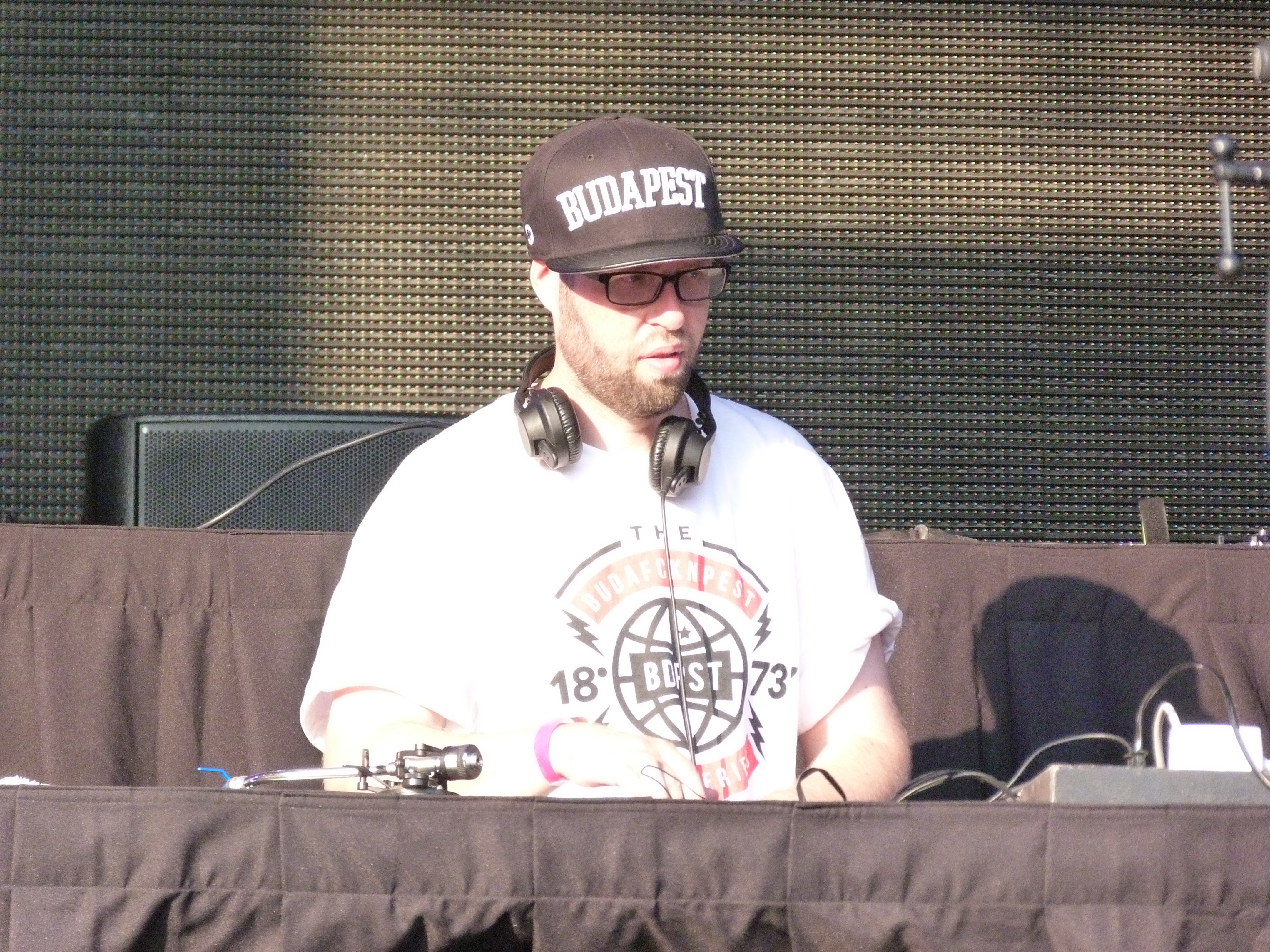
DJ Kool Kasko

Majdnem 10 év után 2007-ben megjelent az első nagylemezük, az 5 csillag (★★★★★). 22 szám van rajta, ebből 5 intro/outro/skit. Olyan neveket találunk a közreműködők közt, mint Bankos, AKPH és Bobakrome. Az alapokat Rashid, Mango, Dizko Stu, Faktor, Hmad készítette, a scratchekért pedig DJ Kool Kasko és Hmad felelt. A Pirománia c. számból készült videóklip is. 
| Az albumon szereplő számok \| Sorszám \| Cím \| Közreműködők \| \| ------- \| --------------------------- \| -------------- \| \| 1. \| Intro \| - \| \| 2. \| Oh-La-La (intro) \| Dr. Humfül \| \| 3. \| Oh-La-La \| - \| \| 4. \| Isten tuggya mé' \| - \| \| 5. \| Pirománia \| - \| \| 6. \| 18 \| - \| \| 7. \| Supafunk \| - \| \| 8. \| Marcipán, virág és koktél \| Hot Jazz Band \| \| 9. \| A legpestibb \| Bankos \| \| 10. \| Kerekerdő \| Bankos \| \| 11. \| Rendőr van az úton (skit) \| Boool Pub \| \| 12. \| Kutyahús \| - \| \| 13. \| G. O. T. – Game Over Tróger \| - \| \| 14. \| Mozaik: Mefisztó \| - \| \| 15. \| Szuperhősök \| - \| \| 16. \| - és + \| Akkezdet Phiai \| \| 17. \| Mozaik: Pont úgy \| - \| \| 18. \| Nagykönyv \| - \| \| 19. \| Egy őrült naplója \| Bobakrome \| \| 20. \| Mozaik- Slang – Bang \| - \| \| 21. \| 12 majom \| - \| \| 22. \| Oké, doki! (outro) \| Azur, Norba \| |                             |                |
| Sorszám | Cím                         | Közreműködők   |
| --- | --------------------------- | -------------- |
| 1. | Intro                       | -              |
| 2. | Oh-La-La (intro)            | Dr. Humfül     |
| 3. | Oh-La-La                    | -              |
| 4. | Isten tuggya mé'            | -              |
| 5. | Pirománia                   | -              |
| 6. | 18                          | -              |
| 7. | Supafunk                    | -              |
| 8. | Marcipán, virág és koktél   | Hot Jazz Band  |
| 9. | A legpestibb                | Bankos         |
| 10. | Kerekerdő                   | Bankos         |
| 11. | Rendőr van az úton (skit)   | Boool Pub      |
| 12. | Kutyahús                    | -              |
| 13. | G. O. T. – Game Over Tróger | -              |
| 14. | Mozaik: Mefisztó            | -              |
| 15. | Szuperhősök                 | -              |
| 16. | - és +                      | Akkezdet Phiai |
| 17. | Mozaik: Pont úgy            | -              |
| 18. | Nagykönyv                   | -              |
| 19. | Egy őrült naplója           | Bobakrome      |
| 20. | Mozaik- Slang – Bang        | -              |
| 21. | 12 majom                    | -              |
| 22. | Oké, doki! (outro)          | Azur, Norba    |

## TDI (Turbo Diesel)
Öt év után, 2012-ben megjelent a második nagylemezük, a TDI (turbodiesel). 20 szám van rajta, ebből 4 intro/outro/skit és egy remix. Olyan neveket találunk a közreműködők közt, mint Bankos, Norba, a Killakikitt, a Vészk'járat, Eckü, ASK és a Barbárfivérek. 2014-ben megjelent az album teljesen átremixelt változata, Rawmatik gondozásában, ehhez hasonló Magyarországon még nem volt. Az Oh-La-La 2-ből, a Rest Cash Attack Betörők (Tibbah Remix)-ből és a Dealerek Álma (Rawmatik Remix)-ből videóklip is készült.
| Sorszám | Cím                                     | Közreműködők      |
| ------- | --------------------------------------- | ----------------- |
| 1.      | TDI Intro                               | -                 |
| 2.      | Immortalz                               | Bankos            |
| 3.      | Skit                                    | -                 |
| 4.      | Boldogan élünk amíg...                  | -                 |
| 5.      | Police!                                 | -                 |
| 6.      | Paranoia                                | -                 |
| 7.      | Oh-La-La 2                              | -                 |
| 8.      | Mint a Szfinx                           | -                 |
| 9.      | Magyarország                            | -                 |
| 10.     | Ön kinél bankol?                        | Killakikitt       |
| 11.     | Dealerek álma                           | -                 |
| 12.     | Skit (Alfi)                             | -                 |
| 13.     | Backstage                               | Vészk'járat, Eckü |
| 14.     | Rest Cash Attack Betörők                | -                 |
| 15.     | Habistie Boys                           | -                 |
| 16.     | Újgenerációs Veteránok                  | ASK               |
| 17.     | Hooliguns and Roses                     | -                 |
| 18.     | Ki vagyok Én?                           | Norba             |
| 19.     | Rest Cash Attack Betörők (Tibbah Remix) | Barbárfivérek     |
| 20.     | TDI Outro                               | -                 |

## Mélyen a város felett (2019)
Újabb 7 év után kiadták harmadik nagylemezüket, duplalemez formában. Az első lemezen 10, a másodikon 9 szám található. A két lemez különbsége az, hogy míg az első lemezen egy kicsit "durvább" dalok szerepelnek, addig a második lemezen lassabb, elgondolkodtatóbb számok vannak. Olyan közreműködőket találunk rajtuk, mint Busa Pista, Mikee Mykanic, Maszkura, Ketioz, DSP, Bankos vagy Zsola. Az alapok egy részét ZenkiMefisto készítette a csapatból, valamint Kool Kasko, Rawmatik, vagy az M-squad. Az "Ide köt a vérem" című dalból videóklip is készült még a lemez megjelenése előtt.

### Az első lemez
| Sorszám | Cím                    | Közreműködők              |
| ------- | ---------------------- | ------------------------- |
| 1.      | Bedrop                 | -                         |
| 2.      | Naughty by 4sör        | Mikee Mykanic, Busa Pista |
| 3.      | Cicahús                | Ketioz                    |
| 4.      | Isten hozott nálam     | -                         |
| 5.      | Vegyetek jót ha tudtok | -                         |
| 6.      | Skit                   | -                         |
| 7.      | Multi filter           | -                         |
| 8.      | Gondolj majd rám       | Maszkura                  |
| 9.      | Killvaker              | -                         |
| 10.     | Gucci                  | Saiid                     |

### A második lemez
| Sorszám | Cím                      | Közreműködők              |
| ------- | ------------------------ | ------------------------- |
| 1.      | A rap őrangyalai         | Seza, UNKNOWN SUSPECTS    |
| 2.      | Presszó mint száz        | -                         |
| 3.      | Főnök                    | Tirpa                     |
| 4.      | Minden emcee             | Chris Cruz, Dj Kool Kasko |
| 5.      | Hol volt hol, nem volt   | Bankos                    |
| 6.      | Budapesti véreres szemek | -                         |
| 7.      | Föld                     | Dj Kool Kasko             |
| 8.      | Ide köt a vérem          | DSP, Zsola                |
| 9.      | Outro                    |                           |

## Közreműködések
- Magyar Rap Válogatás 1.
- Magyar Rap Válogatás 2.
- Fila Rap Jam 2.
- Fila Rap Jam 3.
- Mikrofon Party
- Bankos – Rapmotel
- Bankos & Norba – MLKK
- Kool Kasko – The Draft (mixtape)
- Vanis & Crain – Mekvárt Szleng
- Bankos – B-Oldal
- Bankos – ABC EP
- Barbárfivérek – Disznóól
- Hősök – Klasszik
- Killakikitt – Ne szarakodj!
- Mr.Busta – Játssz az anyáddal!
- Kool Kasko – Bankos Mappa
- Barbárfivérek – Úthenger
- Akkezdet Phiai – Kottazűr
- Hősök – Négy évszak
- Killakikitt – Legenda
- TheShowCrew – Tesó
- Barbárfivérek – Mennydörgés
- Tirpa – Gyilkos krónikák
- Killakikitt – Killagoons
- Vicc Beatz – Mixtape 3
- Siska Finuccsi – Veterán
- Norba – Életem Rímei
- Norba – Agykontroll
- N.B.S. – Budavets
- Hanyag Elegancia – Stíluspakk 4
- Hanyag Elegancia – Stíluspakk
- Animal Cannibals – Rapdiszkó
- Face & Zsola – Faktor Labor LP (NosChez)
- Zsolaa – Lupino LP (01-11)
- Tirpa – A Vállalhatatlan (2017)
- Pogány Induló – Megáll az idő (2023)
- Ketioz – Részecsketyósító (2024)
- Mikee Mykanic - Néhézfame (2025)